# Albuca nelsonii
Albuca nelsonii ist eine Pflanzenart der Gattung Albuca in der Familie der Spargelgewächse (Asparagaceae). Das Artepitheton nelsonii den britischen Gärtner und Pflanzensammler David Nelson.

## Beschreibung
Albuca nelsonii wächst einzeln oder bildet durch Teilung kleine Gruppen. Ihre birnenförmigen, oberirdischen Zwiebeln weisen eine Länge von bis zu 12 Zentimetern auf und sind 9,5 Zentimeter breit. Die sukkulenten, grünen, ziegelförmig angeordneten Zwiebelschuppen werden zur Basis hin kürzer und sind an den Spitzen gestutzt. Die fleischigen, weißen Wurzeln weisen einen Durchmesser von bis zu 5 Millimeter auf. Die vier bis sechs dunkelgrünen, kahlen und glänzenden Laubblätter bilden ein Rosette. Sie sind aufsteigend und gebogen. Ihre Blattspreite ist länglich, linealisch verschmälert, sukkulent und fest sowie fast auf der gesamten Länge rinnig. Die Blattspreite ist 20 bis 100 Zentimeter lang und 1,7 bis 5 Zentimeter breit. Die Blattspitze ist spitz.
Der aufrechte, traubige Blütenstand erreicht eine Länge von bis zu 120 Zentimeter. Der Blütenschaft ist auf einer Länge von 75 Zentimetern steril und misst an seiner Basis 15 Millimeter im Durchmesser. Die lanzettlich spitz zulaufenden Brakteen sind 4 bis 15 Zentimeter lang. Sie sind grün und besitzen weiße, durchscheinende Ränder. Die aufrechten, bis zu 35 Millimeter langen Blüten sind gestielt. Der aufrechte Blütenstiel ist 8 bis 16 Zentimeter lang. Die Perigonblätter sind weiß und besitzen einen grünen Mittelstreifen. Die äußeren Perigonblätter sind länglich bis eiförmig und kapuzenartig. Sie sind 33 bis 35 Millimeter lang und 9 Millimeter breit. Die inneren Perigonblätter sind elliptisch-länglich, kapuzenförmig und gestutzt. Sie weisen eine Länge von 30 Millimeter auf und sind 13 Millimeter breit. Die Staubfäden sind weiß. Die äußeren sind 24 Millimeter lang und 1 Millimeter breit. Die inneren sind 28 Millimeter lang und an ihrer Basis 3,5 Millimeter breit. Alle Staubbeutel sind fruchtbar. Die äußeren sind 4 Millimeter lang und 1 Millimeter breit. Die inneren Staubbeutel sind 6 bis 7 Millimeter lang und 2,5 Millimeter breit. Der stumpf dreikantige Fruchtknoten ist 8 bis 12 Millimeter lang. Der prismatische Griffel weist eine Länge von 5 Millimeter auf. Die dreilappigen Narben sind weiß. Die Blütezeit reicht vom Hochsommer bis in den Herbst.

## Systematik und Verbreitung
Albuca nelsonii ist in den südafrikanischen Provinzen Ostkap und KwaZulu-Natal in den Sommerregengebieten des Bushvelds verbreitet.
Die Erstbeschreibung durch Nicholas Edward Brown wurde 1880 veröffentlicht.
Ein Synonym ist Ornithogalum nelsonii (N.E.Br.) J.C.Manning & Goldblatt (2004).

## Nachweise